# Grau Fahrenheit
|  | «Fahrenheit» redirigeix aquí. Vegeu-ne altres significats a «Fahrenheit (desambiguació)». |

El grau Fahrenheit, símbol °F, és una unitat de temperatura d'una escala en la qual el punt zero és representat per la temperatura de solidificació d'una barreja de gel i clorur d'amoni, i el punt fix superior per la temperatura d'ebullició de l'aigua a pressió normal, establert en 212 °F.

Comparació de les escales Fahrenheit a la dreta i Celsius a l'esquerra. El termòmetre amb l'escala Celsius marca 20 °C i el de l'escala Fahrenheit 68 °F.

L'escala Fahrenheit fou proposada per l'enginyer alemany Daniel Gabriel Fahrenheit (1686-1736) el 1724 a la ciutat de Gdańsk, actualment Polònia. En aquesta escala el punt de fusió de l'aigua és de 32 graus, i el d'ebullició és de 212 graus. Una diferència d'1,8 graus Fahrenheit equival a la d'1 grau Celsius. Fahrenheit establí la temperatura zero (0 °F) al punt de congelació d'una mescla al 50 % de clorur d'amoni NH4Cl i gel, i com a 96 °F, agafà la temperatura de la sang (ell utilitzà la dels cavalls). La xifra 96 pot semblar una mesura estranya, però en principi l'escala només contenia dotze subdivisions iguals, però posteriorment dividí cada divisió en vuit més, obtenint finalment 96 divisions (96 = 12 × 8) en la seva escala. Per altra banda, 96 és un nombre amb molts divisors: 2, 3, 4, 6, 8, 12 i més.
Aquesta escala està actualment confinada a petits països que havien estat colònies britàniques i als Estats Units. Els altres països anglosaxons, això no obstant, s'estan adaptant als graus Celsius, ja que des dels anys seixanta del segle xx, alguns governs han dut a terme polítiques amb tendència a l'adopció del Sistema Internacional d'Unitats i l'ús del Fahrenheit s'està desplaçat. Tanmateix, als Estats Units, el Fahrenheit el fa servir la població per usos no científics i per indústries molt rígides, com és la del petroli.
A l'escala Fahrenheit el zero absolut està situat a –459,67 °F. Per a facilitar el seu ús científic, es creà l'escala de Rankine, proposada pel físic i enginyer escocès William J.M. Rankine (1820-1872) l'any 1859, que porta el 0 de l'escala Fahrenheit al zero absolut, de forma semblant al que ocorre entre la de Kelvin i Celsius. El símbol és °R.

## Història

Signatura de Daniel Gabriel Fahrenheit.

D'acord amb el mateix Daniel Gabriel Fahrenheit, en l'article que escriví en 1724, determinà tres punts de temperatura:
1. El punt zero Fahrenheit el determinà posant un termòmetre d'alcohol o mercuri, dissenyat per ell mateix, en una mescla de gel, aigua i clorur d'amoni NH4Cl en una proporció 1:1:1. Aquest és un tipus de mescla frigorífica que congela a una temperatura de –17,78 °C (0 °F).[8]
2. El segon punt és a 32 °F (0 °C), que el determinà amb una mescla d'aigua i gel, aquest cop sense clorur d'amoni.[2]
3. El tercer punt que emprà, els 96 °F (35,56 °C), és el nivell del líquid en el termòmetre quan se’l posà a la boca o sota el braç (la temperatura del cos humà en realitat és de 98,6 °F).[2][9]

Fahrenheit observà que fent servir aquesta escala, el mercuri bullia prop dels 600 graus. En aquesta escala, l'aigua es congela a 32 °F (perfectament un terç entre 0 i 96) i bull a 212 °F (180 graus, un altre nombre molt compost, des del punt de congelació de l'aigua). D'altra banda, d'acord amb una carta que Fahrenheit envià al seu amic el metge neerlandès Herman Boerhaave (1668-1738), la seva escala hauria estat construïda basant-se en el treball previ de l'astrònom danès Ole Rømer (1644-1710).

Rømer ideà el 1701 la primera escala de temperatura calibrada documentada. Inicialment, definí la temperatura de la salmorra o aigua-sal congelada com a 0 graus; aquesta seria la temperatura més baixa que es pot esperar mesurar, evitant així valors negatius. El seu segon punt de calibratge fou l'aigua bullent; utilitzant un sistema sexagesimal definí la seva temperatura com a 60 graus. No obstant això, aviat observà que la salmorra era difícil d'estandarditzar, així que també decidí fer servir aigua pura per al calibratge, definint el seu punt de congelació com a 7,5 graus, de manera que la seva escala original només s'havia de modificar lleugerament.

Estats que fan servir l'escala Fahrenheit.
Estats que usen les escales Fahrenheit i Celsius.
Estats que fan servir l'escala Celsius.

Inicialment, l'escala Fahrenheit s'adoptà àmpliament, una tendència impulsada per l'entusiasme a Anglaterra, on Fahrenheit havia desenvolupat un alt perfil com a membre de la Royal Society britànica. I a mesura que l'Imperi Britànic s'expandí, l'escala Fahrenheit, juntament amb milles, lliures, peus i unces, també s'estendria, dominant el món anglòfon i gran part del món al segle xviii i al segle xix.
Però el 1742, gairebé tres dècades després de la innovació de Fahrenheit, i només sis anys després de la seva mort als 50 anys, per la qual cosa podria haver estat una intoxicació per mercuri, l'astrònom suec Anders Celsius (1701-1744) desenvolupà una escala de temperatura més intuïtiva (segons els estàndards actuals) establerta entre 0 i 100 (escala centígrada, de cent graus). L'escala Celsius original utilitzava 0 °C com a punt d'ebullició de l'aigua al nivell del mar i 100 °C com a punt de congelació, suposadament per evitar tractar amb lectures de nombres negatius, una preocupació massa rellevant durant els durs hiverns suecs (l'escala fou invertida a la seva forma actual després de la mort de Celsius).
Després de la Revolució Francesa (1789), França adoptà ràpidament l'escala Celsius en el seu naixent sistema mètric decimal, que havia desenvolupat per unificar el país sota unitats de mesura estandarditzades. A mitjan segle xix, gran part d'Europa havia adoptat totalment el sistema mètric. A mitjan dècada de 1990 es formalitzà el Sistema Internacional d'Unitats (SI), i la majoria dels països que encara usaven l'escala Fahrenheit i altres unitats imperials, emprades al Regne Unit i les seves colònies, van optar per la «metricació».
Una altra teoria indica que Fahrenheit establí el 0 °F i els 96 °F en l'escala en gravar les més baixes temperatures que ell pogué mesurar i la seva pròpia temperatura corporal. Prengué la temperatura més baixa que hi va haver en el dur hivern de 1708 a 1709 a la seva ciutat Gdańsk (actualment Polònia i, aleshores, Regne de Prússia), prop de –17,8 °C, com a punt zero.

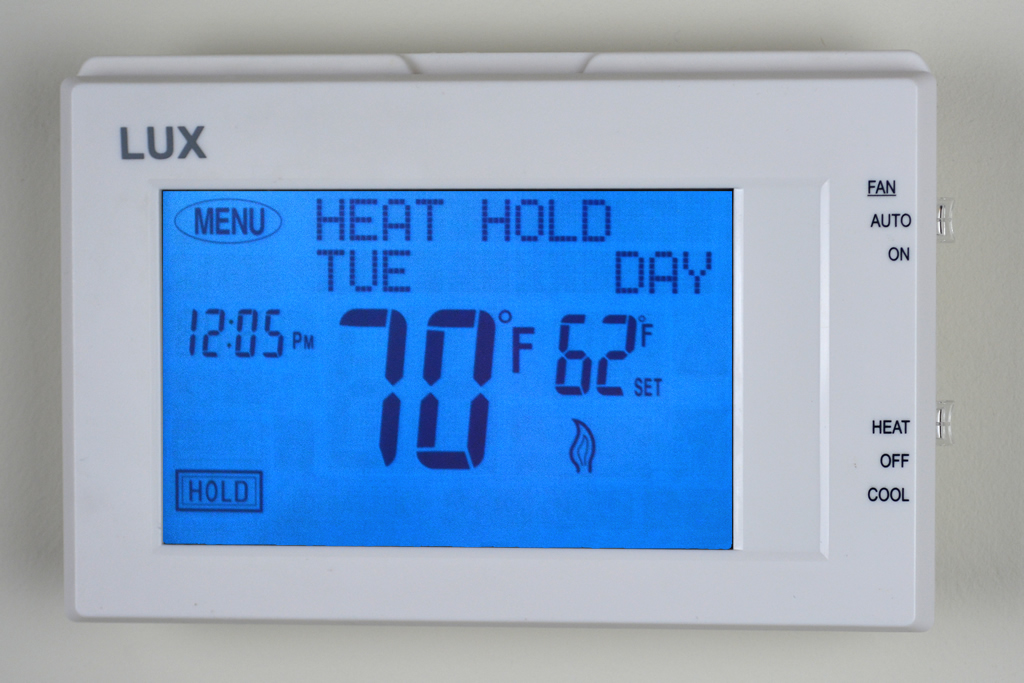
Pantalla d'un termòstat actual indicant la temperatura en graus Fahrenheit.

## Ús en l'actualitat
L'escala de temperatura Fahrenheit s'utilitzava en la majoria dels països que havien sigut colònies de l'Imperi Britànic per a tota mena d'utilitat. Des dels anys seixanta del segle xx, diversos governs han dut a terme polítiques per adoptar el sistema internacional d'unitats i el seu ús fou progressivament desplaçat. Tot i això, als Estats Units encara és emprada, i també en determinades indústries molt rígides com la del petroli, però no per a usos científics. Els Estats Units feren el primer pas per canviar a l'escala Celsius quan el Congrés aprovà la Llei de Conversió Mètrica de 1975. Tanmateix, a diferència d'altres països, els governs dels quals van fer el canvi obligatori, el govern dels EUA declarà el canvi opcional. La població s'oposà amb fortes pressions a aquest canvi de les unitats de mesura que estava acostumada a emprar i, finalment, el president Ronald Reagan (1911-2004) l'abolí el 1982.
Altres països, petits estats del Carib o del Pacífic majoritàriament, on l'escala Fahrenheit és oficial són: Samoa Nord-americana, Antigua i Barbuda, Bahames, Belize, Illes Verges Britàniques, Illes Caiman, Xipre, Guam, Libèria, Illes Marshall, Estats Federats de Micronèsia, Illa de Montserrat, Illes Mariannes Septentrionals, Palau, Puerto Rico, Saint Kitts i Nevis, Illes Turks i Caicos i Illes Verges Nord-americanes.
A més dels països esmentats anteriorment, molts països que són oficialment països que empren l'escala Celsius encara utilitzen la Fahrenheit de manera no oficial o informal. Al Canadà, per exemple, l'informe meteorològic es dona en graus Celsius, però les receptes de cuina solen indicar les temperatures del forn en graus Fahrenheit. A més, un periodista que escriu un titular d'un diari sobre una onada de calor al Regne Unit pot optar per utilitzar Fahrenheit per obtenir un efecte espectacular, pensant que 105 °F resulta més impactant que 40,55 °C.
Fahrenheit 451 és una novel·la de l'escriptor de ciència-ficció estatunidenc Ray Bradbury (1920-2012) ambientada en una distopia futurista i publicada el 1953. El títol ve de la temperatura (451 °F = 233 °C) a partir de la qual crema el paper, ja que una de les característiques dels líders del relat és cremar els llibres per controlar el que aprèn la població. El llibre ha esdevingut una obra de culte de la ciència-ficció i les referències al seu títol o personatges abunden en el cinema i els videojocs. La història fou portada al cinema el 1966 pel francès François Truffaut (1932-1984) amb el mateix títol Fahrenheit 451 (pel·lícula). El seu títol inspirà a més el del documental de l'estatunidenc Michael Moore (1954) Fahrenheit 9/11.